# Djevojka od milijun dolara
Djevojka od milijun dolara (eng. Million Dollar Baby) je sportska drama Clinta Eastwooda iz 2004.
Priča govori o podcijenjenom boksačkom treneru kojeg muči savjest zbog prošlosti pa iskupljenje pokušava pronaći pomažući boksačici amaterki u njezinom krhkom snu da postane profesionalka. Film je osvojio četiri Oscara, uključujući najbolji film.
Scenarij je napisao Paul Haggis prema kratkim pričama F.X. Toolea (pseudonim), odnosno Jerryja Boyda, boksačkog menadžera i "ranara". Originalno objavljena pod naslovom Užad gori, priče su poslije objavljivane pod naslovom filma.

## Radnja
Maggie Fitzgerald (Hilary Swank), amaterka koja se želi dokazati prelaskom u profesionalce, počinje trenirati kod Franka Dunna (Clint Eastwood), istrošenog boksačkog trenera kojeg je većina društva izopćila, uključujući njegovu otuđenu kćer Katie. Dunn pomaže Maggie u ostvarivanju njezina cilja dok mu ona u isto vrijeme postaje zamjena za kćer. Dunn isprva nije zainteresiran za Maggie jer ima 31 godinu i da je žena. No Maggie ustraje u svojim pokušajima da zadobije Dunnovu naklonost trenirajući svaki dan u njegovoj dvorani, iako je drugi obeshrabruju. Frankov prijatelj i zaposlenik, bivši boksač Eddie "Scrap Iron" Dupris (Morgan Freeman), pripovijeda priču izvan kadra.
Dunn se otuđio od kćeri kojoj piše svaki tjedan, ali ne dobiva odgovore. Dunnov svećenik ne shvaća zašto mu kćer ne odgovara i počinje vjerovati da mu Dunn laže za pisma. Kako nije uspostavio intimnu vezu s vlastitom kćeri, Dunn se sve više emocionalno veže za Maggie, čija obitelj ne mari za njeno dobro te se počne brinuti za njenu karijeru. Uz njegovu stručnu pomoć, Maggie uspijeva doći do velter-kategorije i do meča u Las Vegasu s prvakinjom po WBA verziji (koju glumi stvarna boksačica Lucia Rijker), poznatoj po nesportskom ponašanju. Tokom meča, nakon zvona koje označava kraj runde, Maggie dobiva nedopušteni udarac i počne padati prema kutu u kojem se nalazi tronožac. Dunn ga u panici pokuša maknuti, ali ne uspijeva. Maggie pada i udara vratom u tronožac. Ostaje paralizirana od vrata prema dolje. Dunn, iskaljujući svoj bijes na nepravedne okolnosti, isprva okrivi Duprisa što ga je nagovorio da je uzme trenirati, ali na kraju okrivi samog sebe za njezin pad što ju je uopće trenirao.
U bolnici, Maggie se nada da će je posjetiti obitelj, dok ih Dunn neprestance naziva, ali bez uspjeha. Obitelj stiže nekoliko dana poslije (nakon posjeta zabavnom parku) s odvjetnikom kako bi prepisali njeno bogatstvo na sebe. Ovo zaprepasti Dunna koji shvaća njihove motive, ali nakon što majka počne inzistirati da Maggie potpiše papirologiju koja će potvrditi obitelj kao nasljednike, ona shvati njihove namjere i kaže majci da joj se nosi s očiju zauvijek. Maggie kaže Dunnu da je "sve vidjela" i zamoli ga da je riješi muka. Dunn odbija i počinje razmišljati o ispravnosti svega toga. Odlazi do svećenika koji izrazi neslaganje (isti svećenik koji nije vjerovao da Dunn šalje pisma kćeri). Ona pokuša počiniti samoubojstvo izgrizavši jezik u pokušaju da iskrvari do smrti. Bolničko osoblje obuzdava njezine pokušaje, a Dunn odlučuje skratiti joj muke. Ubrizgava joj veliku dozu adrenalina kako bi je predozirao. Prije same injekcije, Dunn konačno otkriva Maggie značenje nadimka kojim ju je oslovljavao; fraza Mo Cuishle na irskom znači "Moja draga, moja krv". Dupris kao pripovjedač priopćava da je Dunn nakon toga nestao. Njegovo pripovijedanje zapravo je pismo Dunnovoj kćeri, koja ga se odrekla, kako bi joj rekao o očevu pravom karakteru.

## Glumci
- Clint Eastwood - Frankie Dunn
- Hilary Swank - Maggie Fitzgerald
- Morgan Freeman - Eddie 'Scrap' Dupris
- Jay Baruchel - 'Opasni' Lanre Barch
- Lucia Rijker - Billie 'Plavi medvjed'
- Brían F. O'Byrne - Otac Horvak
- Anthony Mackie - Shawrelle Berry
- Margo Martindale - Maggiena majka
- Michael Peña - Omar
- Benito Martinez - Billiejev menadžer

## Kritike
Kritike filma bile su iznimno pozitivne. Filmski portal rottentomatoes.com izvještava kako su 192 od 210 recenzija koje su prikupili pozitivne, tj. 91 posto njih. Roger Ebert filmu je dao četiri zvjezdice i napisao da je "'Djevojka od milijun dolara' Clinta Eastwooda remek-djelo, čisto i jednostavno," te ga dodao na popis najboljih filmova 2004. Michael Medved je napisao da je "Najveći prigovor Djevojci od milijun dolara to što se marketinška kampanja pogrešno orijentirala, pa su Warner Brothersi oglašavali film kao da se radi o ženskom Rockyju bez najmanje aluzije mračnog sadržaja koji je naveo Andrewa Sarrisa iz New York Observera da izjavi kako "me nijedan film u životu nije tako deprimirao kao Djevojka od milijun dolara."
U siječnju i veljači 2005., film je otvorio rasprave kad su neki aktivisti za prava osoba s invaliditetom protestirali zbog završetka filma, u kojem Frank ispunjava Maggienu želju da umre nakon što je postala kvadriplegičarka zbog ozljede leđne moždine u zadnjem meču. Aktivisti su tvrdili da kraj podupire ubijanje ljudi s posebnim potrebama. Konzervativna komentatorica Debbie Schlussel je iskritizirala film, ali naglasila kako će nastaviti osvajati nagrade jer je "to najbolja holivudska propaganda godine ... podupire ubijanje hendikepiranih, doslovno im gasi svjetlo." Wesley J. Smith iz Weekley Standarda također je kritizirao film zbog završetka i propuštenih prilika; Smith je rekao, "Film je mogao završiti još jednim Maggienim trijumfom, a zatim je ona mogla steći obrazovanje i postati učiteljica; ili postati boksački menadžer; ili možda dobiti ovacije nakon inspirirajućeg govora."
Eastwood je odgovorio na kritike rekavši kako film govori o američkom snu. U intervjuu za Los Angeles Times, Eastwood se distancirao od poteza junaka u svojem filmu, naglasivši, "U filmovima o Prljavom Harryju sam ubijao ljude magnumom kalibra .44. Ali to ne znači da je to nešto dobro." Roger Ebert iz Chicago Sun-Timesa, koji je nazvao film svojim favoritom 2004., smatrao je da "film nije dobar ili loš zbog njegova sadržaja, nego kako se odnosi prema sadržaju. Djevojka od milijun dolara je klasik po čistim, jednostavnim, snažnim rečenicama svoje priče i junaka te ima veliki emocionalni naboj."

### Nagrade
Djevojka od milijun dolara osvojila je Oscar za najbolji film. Eastwood je nagrađen svojim drugim redateljskim Oscarom, a nominiran je i u kategoriji za najboljeg glumca. Swank i Freeman su osvojili Oscare za najbolju glumicu i najboljeg sporednog glumca. Film je bio nominiran za montažu i adaptirani scenarij. Prije svečanosti kao glavni favorit je slovio Avijatičar Martina Scorsesea, koji je prije toga pokupio Zlatni globus i BAFTA-u za najbolji film. No, Djevojka od milijun dolara bila je popularnija među kritičarima.
Film je bio nominiran i osvojio veliki broj Zlatnih globusa, nagrada Ceha filmskih glumaca i Ceha filmskih redatelja.

## Razvoj i produkcija
Film je dugo čekao produkciju jer je studio otkupio prava na knjigu, ali nije bilo nikoga tko bi snimio film po njoj. Nekoliko studija je odbilo projekt čak i kad je Eastwood potpisao kao glumac i redatelj. Čak i Warner Bros., Eastwoodova matična kuća, nije pristao na budžet od 30 milijuna dolara. Eastwood je nagovorio Toma Rosenberga iz Lakeshore Entertainmenta da uloži pola budžeta, zajedno s Warner Brosom. koji bi uskočio s ostalih 15 milijuna. Eastwood je snimio film u 37 dana, a ukupna svjetska zarada filma dosegla je 220 milijuna dolara.

## DVD izdanje
Film je na DVD-u objavljen 12. srpnja 2005. HD DVD izdanje objavljeno je 18. travnja 2006., kao jedan od samo četiri filma objavljena prvog dana tog formata.

## Vanjske poveznice
- Djevojka od milijun dolara u internetskoj bazi filmova IMDb-a
- Djevojka od milijun dolara na Rotten Tomatoes
- Djevojka od milijun dolara na Box Office Mojo
- Djevojka od milijun dolara na Sports Movie Database
- Članak iz US Newsa: Million Dollar Maybe, A real-life version of Maggie Fitzgerald
- Druga moguća stvarna Maggie Fitzgerald